# Tails' Skypatrol
Tails' Skypatrol (angleško dobesedno Tailsova nebesna patrulja) je igra franšize Ježek Sonic japonskega podjetja Sega. Izšla je leta 1995 za Segino konzolo Game Gear in sicer izključno na Japonskem. To je prva igra v franšizi, ki v ospredje postavlja Tailsa.

## Zgodba
Tails se nekega dne odloči, da se bo za spremembo sam podal na dogodivščino. V mislih nima točnega kraja, pač pa bo potoval dokler se mu ne pripeti kaj zanimivega.
Med letenjem opazi sredi morja majhen otok. Z upanjem, da tam kdo živi, se spusti. Takoj ko pa je pristal na otoku, je opazil, da se tu dogaja nekaj zelo nenavadnega. Po vsem otoku so bile speljane železne tirnice, o živalih pa ni bilo ne duha, ne sluha. Tails se zamisli. Ne misli si, da za tem stoji Robotnik. Nenadoma začuti tresenje v tleh. Nevarnost sluteč se skrije v travo. Ko previdno pokuka ven na tirnicah opazi temno postavo, čarovnico Witchcart, ki grozi, da bo vsakega tujca, ki ji pride pred oči spremenila v kristal. Svojim pomočnikom, Hoske-Wulfu, Bearengerju ter Carrottiji ukaže, da pričnejo s patruljiranjem otoka. Tails je tokrat res sam, vendar verjame in ve, da mu bo otok uspelo rešiti. Požene se v zrak in njegova dogodivščina se prične.

## Potek igre
Način igranja je precej drugačen od običajnih iger v franšizi. Igralec igra kot Tails, ki nenehno leti. Zone se opravi preprosto z dokončanjem posameznega izziva. Samodejno drsenje Tailsa nenehno premika naprej; če pade, se zaleti v predmete ali se dotakne tal izgubi eno življenje.
Na vsaki stopnji Tails s seboj nosi bumering, katerega ga lahko zaluča v sovražnike ali zidove. Z metom bumeringa se bo prav tako oprijel poljubnega števila predmetov, ki jih bo igralec srečal v vsakem območju. Predmeti vključujejo vse od gimnastičnih palic do železniških vozičkov. To je tudi Tailsova edina oblika napada.
Da bi ostal na površju, mora igralec nenehno opazovati Tailsov merilnik letenja, ki počasi pada na nič. Po zoniso raztreseni metini bonboni, ki jih Tails lahko zbira, da obnovi svojo vzdržljivost.